# Wilhelm Souchon
Wilhelm Anton Souchon (Lipsia, 2 giugno 1864 – Brema, 25 maggio 1946) è stato un ammiraglio tedesco che prestò servizio nella Marina Imperiale tedesca e nella Marina ottomana.
Fu il comandante della Mittelmeerdivision (Flotta del Mediterraneo) della Kaiserliche Marine durante la prima fase della prima guerra mondiale ed è stato il responsabile di azioni, militari e diplomatiche, che contribuirono all'entrata in guerra dell'Impero ottomano a fianco degli Imperi Centrali.

## Operazioni nel Mediterraneo
Allo scoppio delle ostilità fra l'Impero austro-ungarico e la Serbia, nel luglio del 1914, il contrammiraglio Souchon valutò critica la situazione della sua squadra, composta dalla SMS Goeben dall'incrociatore leggero SMS Breslau, che rischiava di rimanere intrappolata nell'Adriatico da forze soverchianti delle marine francesi ed inglesi che, Souchon valutava potessero gettarsi a breve nel conflitto.
Così condusse la sua squadra nel Mediterraneo Occidentale e alla dichiarazione di guerra con la Francia, il 4 agosto, bombardò i porti franco-algerini di Bone e di Philippeville.
Successivamente eluse il tentativo di inseguimento da parte della Marina Britannica, raggiungendo i Dardanelli il 10 agosto.
Dopo due giorni di colloqui diplomatici con le autorità ottomane gli fu consentito di raggiungere Costantinopoli e le due navi passarono sotto bandiera ottomana pur rimanendo al comando di Souchon, che fu nominato comandante supremo della marina ottomana, ruolo mantenuto fino al settembre del 1917. Questa iniziativa ebbe un forte impatto sull'opinione pubblica turca, anche perché seguiva il sequestro, senza compensazione, di due navi da battaglia turche, quasi ultimate nei cantieri britannici e finanziate attraverso pubbliche sottoscrizioni.
Si trattava della Sultan Osman I e della Reshadieh, ribattezzate dalla Royal Navy come HMS Agincourt e HMS Erin. In seguito alle spregiudicate iniziative di Souchon, il 15 agosto, l'Impero Ottomano cancellò l'accordo marittimo con la Gran Bretagna e la missione militare britannica dell'ammiraglio Arthur Limpus fu costretta a lasciare Costantinopoli il 15 settembre. Lo stretto dei Dardanelli fu fortificato con l'assistenza tedesca, il Bosforo fu posto sotto il controllo ottomano grazie alla presenza della Goeben, denominata Yavuz Sultan Selim, che superava in potenza e velocità le unità della flotta russa del Mar Nero almeno fino al varo nel 1915 della corazzata Imperatrica Marija.
Il 27 settembre, gli stretti furono chiusi al traffico commerciale internazionale, isolando la Russia dai suoi alleati.

## Operazioni nel Mar Nero
Il 29 ottobre, la squadra di Souchon, battente bandiera ottomana, bombardò i porti russi del Mar Nero Sebastopoli ed Odessa e affondò il dragamine Prut, mentre, quasi contemporaneamente, unità navali britanniche attaccavano navi mercantili turche al largo di Smirne. Il 2 novembre l'Impero Russo dichiarò guerra all'Impero Ottomano, la Gran Bretagna seguì il 5 novembre e il 12 novembre l'Impero Ottomano dichiarò guerra alla Triplice intesa. Durante i tre anni seguenti Souchon si impegnò nel riformare a marina ottomana, mentre effettuava numerosi raid sulle installazioni russe nel Mar Nero. Promosso a viceammiraglio, fu decorato con la croce di guerra Pour le Mérite il 29 ottobre 1916. Tornato in Germania nel settembre del 1917, ricevette il comando della Quarta Squadra della Hochseeflotte durante l'operazione Operazione Albion.

## Governatore di Kiel
Alla fine della guerra era l'ufficiale in comando della base navale di Kiel.
Nominato governatore della città si trovò ad affrontare l'insurrezione di 3000 marinai ed operai che il 3 novembre 1918 proclamarono la repubblica dei soviet. Souchon ordinò ai cadetti ufficiali di aprire il fuoco sui rivoltosi facendo 8 vittime. Morì a Brema.
Suo nipote Hermann Souchon (1894 – 1982) fu uno degli assassini di Rosa Luxemburg.